# Zetiasplozna heteromorpha
Zetiasplozna heteromorpha är en svampart som först beskrevs av Thüm., och fick sitt nu gällande namn av Nag Raj 1993. Zetiasplozna heteromorpha ingår i släktet Zetiasplozna och familjen Amphisphaeriaceae.   Inga underarter finns listade i Catalogue of Life.